# Liste der Biografien/Rosc
Liste der Biografien |
Portal Biografien |
Personensuche
# |
A |
B |
C |
D |
E |
F |
G |
H |
I |
J |
K |
L |
M |
N |
O |
P |
Q |
R |
S |
T |
U |
V |
W |
X |
Y |
Z |
?
 
Ra |
Rb |
Rd |
Re |
Rh |
Ri |
Rj |
Rk |
Rl |
Rm |
Rn |
Ro |
Rr |
Rs |
Rt |
Ru |
Rv |
Rw |
Rx |
Ry |
Rz
 
Roa |
Rob |
Roc |
Rod |
Roe |
Rof |
Rog |
Roh |
Roi |
Roj |
Rok |
Rol |
Rom |
Ron |
Roo |
Rop |
Roq |
Ror |
Ros |
Rot |
Rou |
Rov |
Row |
Rox |
Roy |
Roz 
 
Rosa |
Rosb |
Rosc |
Rosd |
Rose |
Rosh |
Rosi |
Rosj |
Rosk |
Rosl |
Rosm |
Rosn |
Roso |
Rosp |
Rosq |
Ross |
Rost |
Rosu |
Rosv |
Rosw |
Rosy |
Rosz 
Die Liste der Biografien führt alle Personen auf, die in der deutschsprachigen Wikipedia einen Artikel haben. Dieses ist eine Teilliste mit 168 Einträgen von Personen, deren Namen mit den Buchstaben „Rosc“ beginnt.

## Rosc
- ROSC (* 2002), deutscher Rapper

### Rosca
- Roșca, Andreea (* 1999), rumänische Tennisspielerin
- Rosca, Christina (* 1997), US-amerikanische Tennisspielerin
- Roșca, Ioana Loredana (* 1996), rumänische Tennisspielerin
- Roșca, Iurie (* 1961), moldauischer Politiker und Präsident der Christlich-Demokratischen Volkspartei (PPCD)
- Roșca, Marcel (* 1943), rumänischer Sportschütze
- Rosca, Monika (* 1961), polnische Pianistin und frühere Schauspielerin
- Roscamp, Jack (1901–1939), englischer Fußballspieler

### Rosce
- Roscelin, französischer Ordensgeistlicher und Philosoph
- Roscelli, Agostino (1818–1902), italienischer Priester und Ordensgründer

### Rosch
- Rösch von Geroldshausen, Georg (1501–1565), Tiroler Kanzleisekretär und Dichter
- Rosch, Achim (* 1969), deutscher Physiker und Hochschullehrer
- Rösch, Adolf (1869–1962), deutscher Theologe, Jurist und Generalvikar
- Rösch, Albrecht (1888–1962), deutscher Geodät und Ministerialbeamter
- Rosch, Alfred (1899–1945), deutscher kommunistischer Politiker und Sportler
- Rösch, Augustin (1893–1961), Jesuitenpater, aktiv im Widerstand gegen den Nationalsozialismus (Kreisauer Kreis)
- Rosch, Beate (* 1947), deutsche Hörspielregisseurin
- Rösch, Bernhard (* 1963), österreichischer Politiker (FPÖ)
- Rösch, Carl Heinrich (1807–1866), deutscher Arzt und Sozialreformer
- Rösch, David (* 1988), deutscher Basketballtrainer
- Rösch, David (* 1988), deutscher Straßenradrennfahrer
- Rösch, Eberhard (* 1954), deutscher Biathlet
- Rösch, Eduard (1870–1937), österreichischer Politiker (SDAP), Landtagsabgeordneter, Abgeordneter zum Nationalrat
- Rosch, Eleanor (* 1938), US-amerikanische Psychologin und Hochschullehrerin
- Rösch, Elmar (1925–2015), deutscher Fußballtrainer
- Rösch, Ernst (1867–1953), deutscher Politiker (SPD), MdL
- Rösch, Fabian (* 1994), deutscher Jazzmusiker (Schlagzeug)
- Rösch, Felix (* 1985), deutscher Komponist und elektronischer Musiker
- Rösch, Friedrich (1832–1923), deutsch-ungarischer Pädagoge und Pionier des Feuerwehrwesens in Westungarn
- Rösch, Friedrich (1883–1914), deutscher Missionar und Ägyptologe
- Rösch, Georg (1913–1981), deutscher Politiker (CDU), MdL
- Rösch, Georg Christoph (1577–1634), deutscher Bischof und Weihbischof in Eichstätt
- Rösch, Gerhard (1907–1982), deutscher Textilunternehmer
- Rösch, Gerhard (1952–1999), deutscher Historiker
- Rösch, Günter (* 1943), deutscher Politiker (SPD), MdL
- Rösch, Hans (* 1914), deutscher Bobfahrer
- Rösch, Heinz-Egon (* 1931), deutscher Sporthistoriker und Hochschullehrer
- Rösch, Herbert (* 1943), deutscher Kommunalpolitiker und Fußballfunktionär
- Rösch, Hermann (* 1954), deutscher Bibliothekar, Informations- und Kommunikationswissenschaftler und Hochschullehrer
- Rösch, Hugo (1861–1933), deutscher Verleger und Herausgeber
- Rösch, Jakob Friedrich (1743–1841), württembergischer Mathematiker, Militärwissenschaftler und Historiker
- Rösch, Jean (1915–1999), französischer Astronom
- Rösch, Julie (1902–1984), deutsche Politikerin (CDU), MdB
- Rosch, Karl-Heinz (1926–1944), deutscher SoldatKarl-Heinz Rosch (1926–1944)

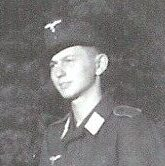
Karl-Heinz Rosch (1926–1944)

- Rösch, Klaus (1945–2018), deutscher Politiker (FDP), MdL und MdB sowie Fußballfunktionär
- Rösch, Konstantin (1869–1944), deutscher Theologe und Bibelübersetzer
- Rösch, Ludwig (1865–1936), österreichischer Landschaftsmaler und Lithograph
- Rösch, Mathias (* 1966), deutscher Historiker
- Rösch, Michael (* 1983), belgisch-deutscher BiathletMichael Rösch (* 1983)

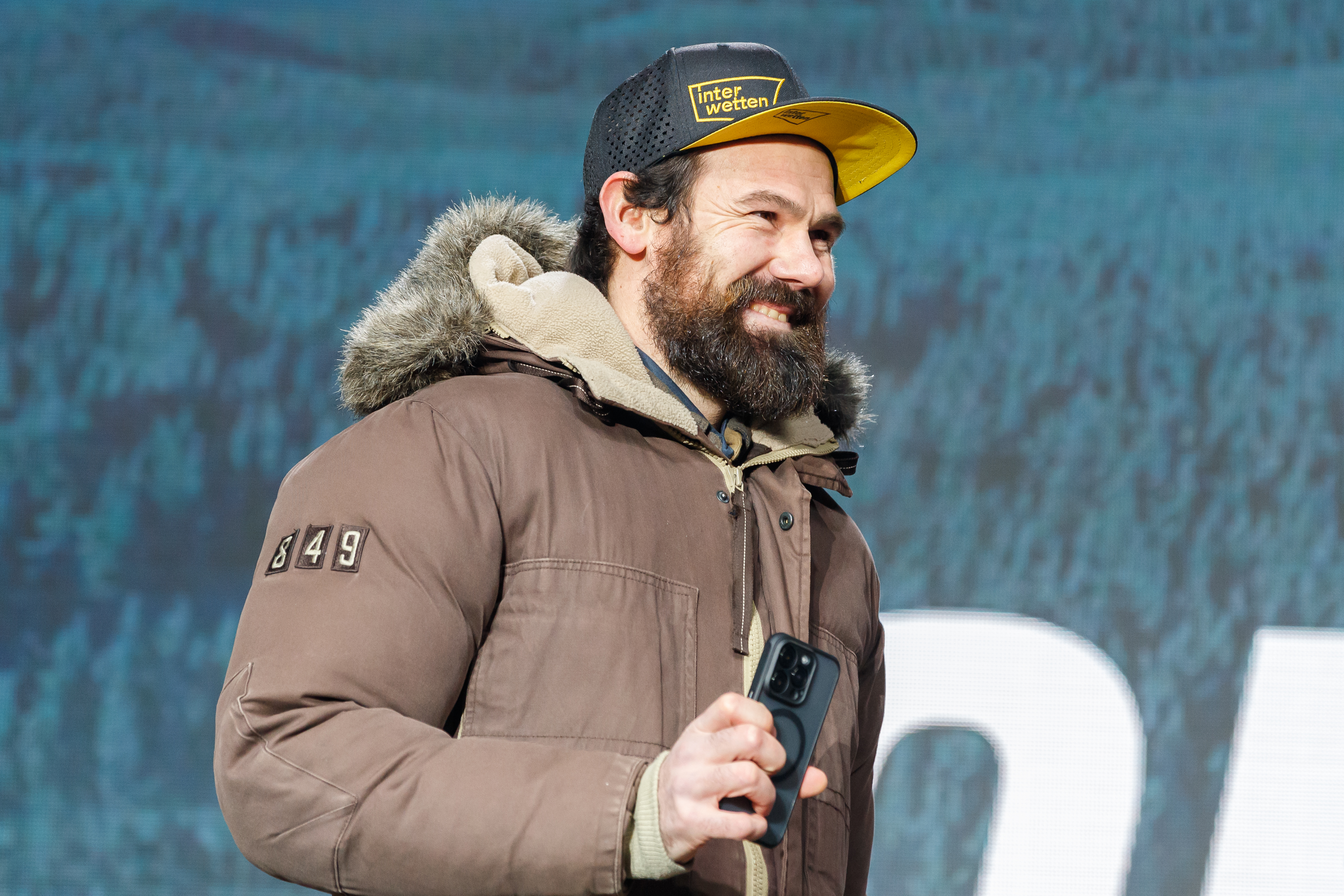
Michael Rösch (* 1983)

- Rösch, Notker (* 1943), deutscher Chemiker
- Rösch, Otmar (* 1961), deutscher Fußballspieler und -trainer
- Rösch, Otto (1917–1995), österreichischer Jurist und Politiker (SPÖ), Landtagsabgeordneter, Abgeordneter zum Nationalrat, Mitglied des Bundesrates
- Rösch, Paul (* 1952), deutscher Biophysiker und Hochschullehrer
- Rösch, Peter (1930–2006), Schweizer Fussballspieler
- Rösch, Peter (1953–2017), deutscher Bürgerrechtler (DDR)
- Rösch, Richard (1874–1936), deutscher Kommunalpolitiker und Journalist
- Rösch, Romario (* 1999), deutscher Fußballspieler
- Rösch, Samuel (* 1994), deutscher Sänger
- Rösch, Siegfried (1899–1984), deutscher Mineraloge
- Rosch, Thomas (* 1967), deutscher Radiomoderator
- Rösch, Tobias (1585–1638), deutscher Benediktiner, Theologe, Abt und Geschichtsschreiber
- Rösch, Ulrich (1426–1491), Abt des Klosters St. Gallen (1463–1491)
- Rösch, Walter (1903–1977), deutscher Jurist
- Rösch, Wilhelm (1850–1893), deutscher Bildhauer
- Rösch, Wilhelm (* 1974), deutscher Sommerbiathlet
- Rösch, Willy Hans (1924–2000), Schweizer Kurator, Kunstsammler und Leiter eines Künstlerhauses
- Rösch, Wolfgang (* 1959), deutscher katholischer Priester
- Roschacher, Valentin (* 1960), Schweizer JuristValentin Roschacher (* 1960)

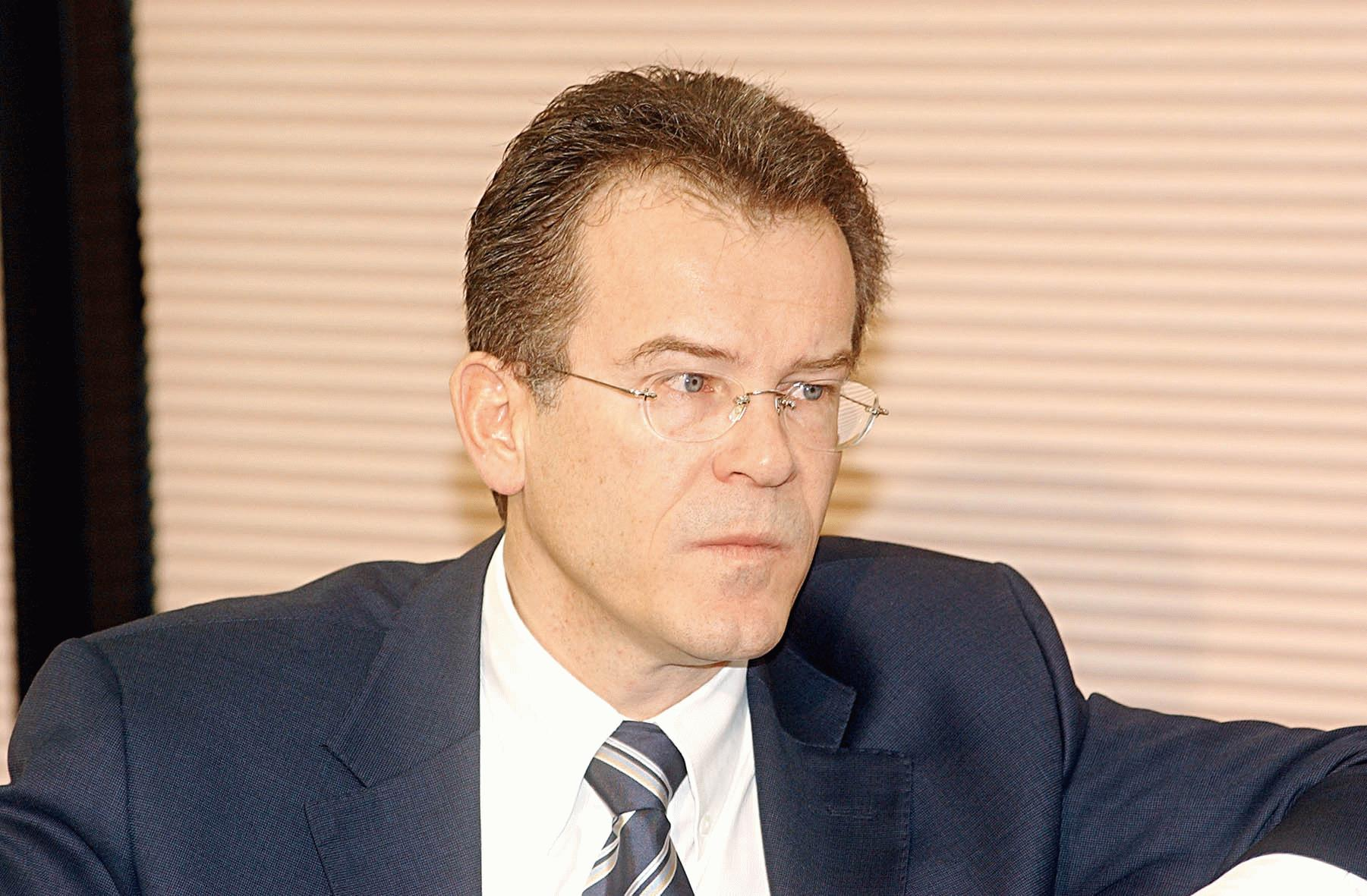
Valentin Roschacher (* 1960)

- Roschal, Alexander Borissowitsch (1936–2007), russischer Schachjournalist
- Roschal, Grigori Lwowitsch (1899–1983), russischer Theater- und Filmregisseur und Drehbuchautor
- Roschal, Jewgeni Lasarewitsch (* 1972), russischer Programmierer
- Roschal, Leonid Michailowitsch (* 1933), russischer Kinderarzt, Experte der Weltgesundheitsorganisation
- Roschal, Slata (* 1992), deutsche Lyrikerin und Schriftstellerin
- Roschan, Maulawi, afghanischer Taliban
- Roschan, Mostafa Ahmadi (1979–2012), iranischer Chemiker
- Roschanski, Ilse (1925–2015), deutsche Politikerin (SPD), MdA
- Roschdestwenski, Anatoli Konstantinowitsch (1920–1983), russischer Paläontologe
- Roschdestwenski, Dmitri Sergejewitsch (1876–1940), russischer Physiker und Hochschullehrer
- Roschdestwenski, Gennadi Nikolajewitsch (1931–2018), sowjetischer bzw. russischer Dirigent
- Roschdestwenski, Robert Iwanowitsch (1932–1994), russischer Schriftsteller
- Roschdestwenski, Waleri Iljitsch (1939–2011), sowjetischer Kosmonaut
- Rosche, Alfred (1884–1947), sudetendeutscher Jurist, Finanzfachmann, Politiker (NSDAP), MdR und SA-Führer
- Rosche, Paul (1934–2016), deutscher Ingenieur
- Roscheck, Bastian (* 1991), deutscher Handballspieler
- Roscheck, Céline (* 1983), österreichisches Fotomodell und Musikerin
- Röscheisen, Thilo (* 1971), österreichischer Drehbuchautor
- Röschel, Georg Christoph (1752–1813), deutscher Hotelbesitzer und Abgeordneter
- Röschel, Johann Baptist (1652–1712), deutscher Physiker und lutherischer Theologe
- Roscher, Adolf Theodor (1782–1861), deutscher Industrieller
- Roscher, Albrecht (1836–1860), deutscher Afrikaforscher
- Roscher, Alfred (* 1959), österreichischer Fußballspieler
- Roscher, Anton (1877–1946), tschechoslowakischer Politiker der deutschen Minderheit
- Roscher, Britta (* 1971), deutsche Flötistin
- Roscher, Eberhard (1874–1945), deutscher Unternehmer und Politiker
- Roscher, Else (1890–1953), deutsche Schauspielerin und Drehbuchautorin der Stummfilmzeit
- Roscher, Ewald (1927–2002), deutscher Skispringer und Skisprungtrainer
- Roscher, Falk (* 1944), deutscher Jurist
- Roscher, Gerd (* 1943), deutscher Dokumentarfilmer und Hochschullehrer
- Roscher, Gustav (1852–1915), deutscher Jurist und Polizeipräsident in Hamburg (1945 bis 1958)
- Roscher, Heinrich (1825–1894), deutscher Richter und Parlamentarier
- Roscher, Heinrich (1838–1929), deutscher Kaufmann und Hamburger Senator
- Roscher, Helmut (1917–1992), deutscher Rapportführer im KZ Buchenwald
- Roscher, Johann Theodor (1755–1829), deutscher Hütteninspektor
- Roscher, Karl (1846–1920), höherer sächsischer Staatsbeamter
- Roscher, Letizia (* 2004), deutsche Eiskunstläuferin
- Roscher, Max (1888–1940), deutscher Politiker (KPD), MdR
- Roscher, Michael (1960–2005), deutscher Astrologe
- Roscher, Michael (* 1973), österreichischer Sportjournalist und -kommentator
- Roscher, Monika (* 1984), deutsche Gitarristin und Bigband-LeiterinMonika Roscher (* 1984)

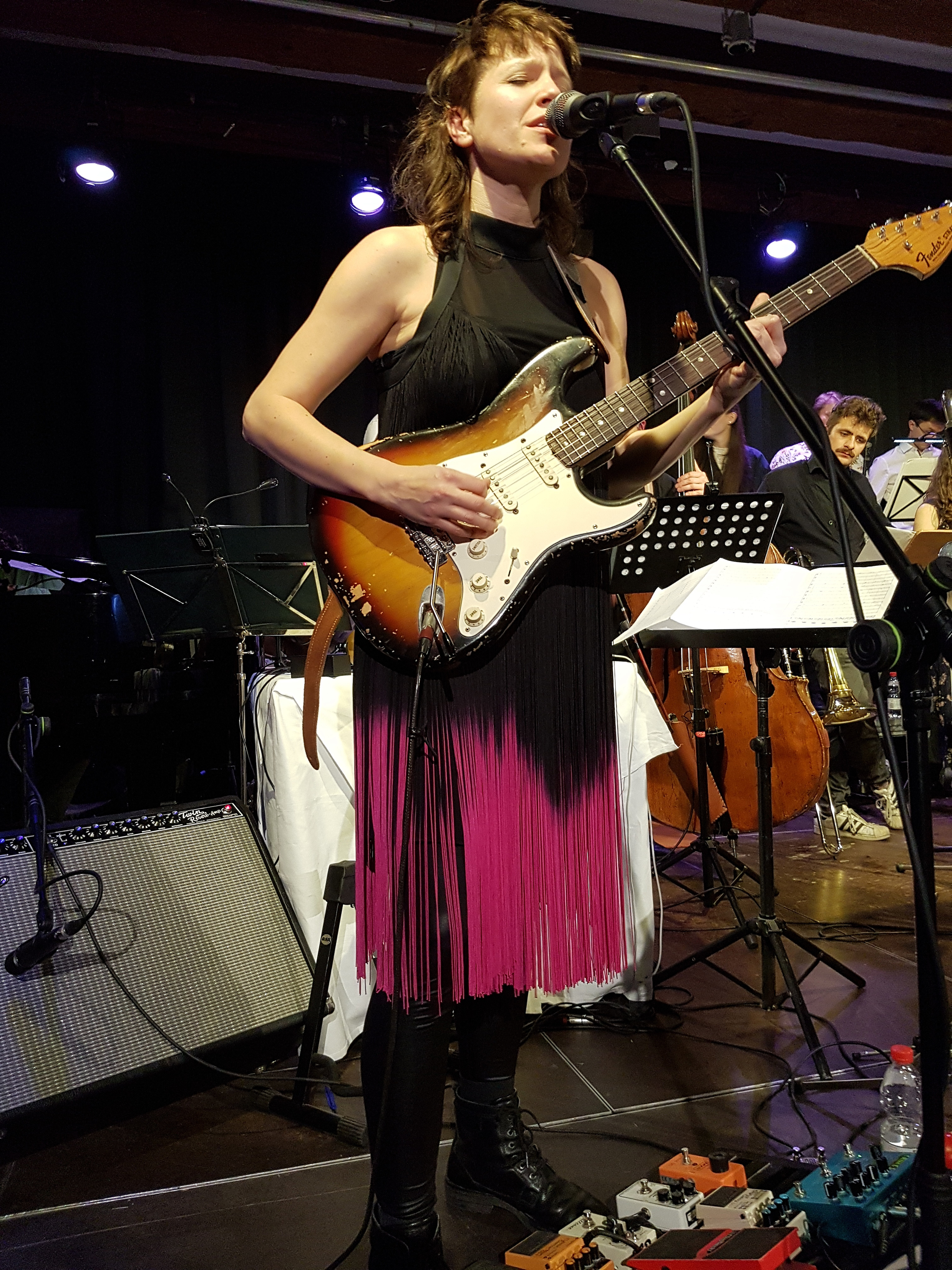
Monika Roscher (* 1984)

- Roscher, Nina (1938–2001), US-amerikanische Chemikerin und Hochschullehrerin
- Roscher, Paul (1913–1993), deutscher KPD- und SED-Funktionär, MdV
- Roscher, Rainer (1924–2017), deutscher Volksschul-Lehrer, Autor, Chorleiter, Kantor und Organist sowie Komponist
- Roscher, Wilhelm (1817–1894), deutscher Nationalökonom
- Roscher, Wilhelm Heinrich (1845–1923), deutscher Altphilologe und Gymnasiallehrer
- Roscher, Wilhelm Theodor (* 1818), deutscher Richter und Parlamentarier
- Roscher, Willy (1900–1957), deutscher Schachhistoriker, Schachfunktionär und Schachkomponist
- Roscher, Wolfgang (1927–2002), deutscher Musikpädagoge
- Roschestwenski, Sinowi Petrowitsch (1848–1909), russischer Admiral
- Roschet, Carl (1867–1925), Schweizer Kunstmaler und Heraldiker
- Roschezkin, Leonid Borissowitsch (* 1966), russischer Unternehmer, Jurist und Finanzier
- Roschin, Igor Jewgenjewitsch (1908–2005), sowjetisch-russischer Architekt und Hochschullehrer
- Roschinsky, Johannes (* 1961), deutscher Sportlehrer und Sachbuchautor
- Roschitz, Karlheinz (* 1940), österreichischer Journalist und Kultur-Chefredakteur der Kronenzeitung
- Roschiwal, Helmut Albert (* 1942), deutscher Maschinenbauingenieur, Unternehmer und Sachbuchautor
- Roschizki, Pawel Stepanowitsch (1893–1971), sowjetischer Theater- und Film-Schauspieler
- Röschke, Paul (1908–1994), deutscher Fußballspieler
- Roschkow, Ilja Nikolajewitsch (* 2005), russischer Fußballspieler
- Roschkow, Michail (* 1983), kasachischer Fußballtorhüter
- Roschkow, Nikolai Alexandrowitsch (1868–1927), russischer Historiker und Politiker
- Roschkow, Sergei Leonidowitsch (* 1972), russischer Biathlet
- Roschkowsky, Andreas (* 1975), deutscher Poolbillardspieler
- Röschlaub, Andreas (1768–1835), deutscher Mediziner und Naturphilosoph
- Röschlein, Virgilio (1928–2024), deutscher Kommunalpolitiker (SPD)
- Roschmann, Anton (1694–1760), Tiroler Historiker und Bibliothekar
- Röschmann, Dorothea (* 1967), deutsche Opernsängerin (Sopran)
- Roschmann, Eduard (1908–1977), österreichischer Kriegsverbrecher in Lettland, Holz-Import-ExporteurEduard Roschmann (1908–1977)

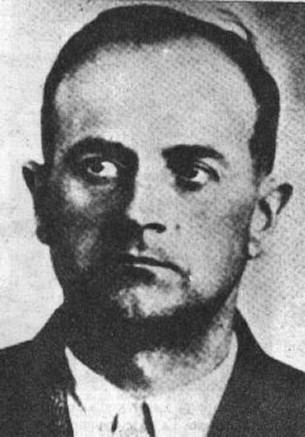
Eduard Roschmann (1908–1977)

- Röschmann, Jakob (1899–1963), deutscher Lehrer, Heimatforscher und Prähistoriker
- Roschmann-Hörburg, Julius von (1852–1921), österreichischer Reichsratsabgeordneter (1897–1901), Rektor der Universität Czernowitz
- Roschnafsky, Bruno (* 1970), deutsch-rumänischer Basketballspieler und -trainer
- Roschnafsky, Eduard (* 2003), rumänisch-deutscher Basketballspieler
- Röschner, Matthias (* 1971), deutscher Archivwissenschaftler, Archivleiter des Deutschen Museums
- Roschtschin, Anatoli Alexandrowitsch (1932–2016), sowjetischer Ringer
- Roschtschin, Michail Michailowitsch (1933–2010), russischer Autor
- Roschtschin, Pawel (* 1956), sowjetischer Sprinter
- Roschtschina, Nadeschda Nikolajewna (* 1954), sowjetische Ruderin
- Roschtschupkina, Nadeschda (* 1963), russische Leichtathletin
- Roschtschyna, Wiktorija (1996–2024), ukrainische Journalistin

### Rosci
- Roščić, Bogdan (* 1964), österreichischer Musikmanager
- Roscic, Dodo (* 1972), österreichische Journalistin und Fernsehmoderatorin
- Roscigno, Massimo, italienischer Diplomat
- Roscioli, Fabio (* 1965), italienischer Radrennfahrer
- Roscius Aelianus Paculus, Lucius, römischer Suffektkonsul (157)
- Roscius Aelianus Paculus, Lucius, römischer Konsul 187
- Roscius Capitolinus, römischer Offizier (Kaiserzeit)
- Roscius Coelius, Marcus, römischer Suffektkonsul 81 n. Chr.
- Roscius Fabatus, Lucius († 43 v. Chr.), römischer Politiker und Senator
- Roscius Gallus, Quintus († 62 v. Chr.), römischer Schauspieler
- Roscius, Lucius († 438 v. Chr.), römischer Gesandter
- Roscius, Sextus, römischer Bürger

### Rosco
- Roscoe, US-amerikanischer Rapper
- Roscoe, Colin (* 1945), walisischer Snookerspieler
- Roscoe, Henry Enfield (1833–1915), britischer Chemiker
- Roscoe, Jannette (* 1946), britische Sprinterin
- Roscoe, John (1861–1932), britischer Afrikaforscher, Ethnologe und Missionar
- Roscoe, Kenneth Harry (1914–1970), britischer Bauingenieur
- Roscoe, R. C., britischer Sanitätsoffizier, Fußball-Nationaltrainer für Gambia
- Roscoe, Will (* 1955), US-amerikanischer Historiker und Publizist
- Roscoe, William (1753–1831), englischer Jurist, Biologe und Historiker